# تپه امامزاده کمال
تپه امامزاده کمال مربوط به دوران‌های تاریخی پس از اسلام است و در شهرستان قزوین، در شهر  #ضیاءآباد واقع شده و این اثر در تاریخ ۳ بهمن ۱۳۷۹ با شمارهٔ ثبت ۳۰۰۶ به‌عنوان یکی از آثار ملی ایران به ثبت رسیده است.